# Anaerovorax odorimutans
Anaerovorax odorimutans è una specie di batterio appartenente alla famiglia delle Eubacteriaceae.